# Annalisa Cucinotta
Annalisa Cucinotta (Latisana, província d'Udine, 3 d'abril de 1986) és una ciclista italiana, que combina tant la carretera com el ciclisme en pista. Actualment milita a l'equip Lensworld-Kuota.

## Palmarès en pista
- 2004
  -  Campiona del món júnior en Scratch
  -  Campiona d'Europa júnior en Scratch
- 2007
  -  Campiona d'Itàlia en Keirin
  -  Campiona d'Itàlia en Scratch
- 2013
  -  Campiona d'Itàlia en Velocitat
  -  Campiona d'Itàlia en 500 metres
  -  Campiona d'Itàlia en Scratch
- 2014
  -  Campiona d'Itàlia en Velocitat per equips

### Resultats a laCopa del Món
- 2004-2005
  - 1a a Sydney, en Scratch
- 2006-2007
  - 1a a Moscou, en Scratch
- 2008-2009
  - 1a a Cali, en Scratch

## Palmarès en ruta
- 2006
  - Vencedora de 2 etapes a l'Eko Tour Dookola Polski
- 2008
  - 1a a la Clàssica Ciutat de Pàdua
- 2015
  - Vencedora d'una etapa al Giro d'Itàlia
  - Vencedora d'una etapa al Ladies Tour of Qatar